# 范缜
范縝（450年—510年），字子真，南鄉舞陰（今河南泌陽羊冊鎮古城一帶）人，南朝齐梁时唯物主义和无神论者。
晉安北將軍范汪六世孫，祖父范璩之，曾任南朝宋中書侍郎。其父范濛南朝宋其間任朝請。范縝初為寧蠻縣主簿，升遷為尚書殿中郎。南齊永明年間，為了進一步緩和南北局勢，齊武帝派范縝作為使者出使北魏，范縝的學識和能力受到北魏朝野的稱贊。
天監六年（507年）被召為中書郎。同年他著《神滅論》一文曰：「神即形也，形即神也。是以形存則神存，形謝則神滅也。」「形者神之質，神者形之用；是則形稱其質，神言其用；形之與神，不得相異也。」反對當時藉助政權力量以勢壓人的佛學，認為物質是實在的，精神是附生的，希望人們不要迷信宗教，以節省金錢。
范縝的《神滅論》一出，“朝野喧嘩”，曹思文作《難神滅論》「秦穆公七日乃寤，並神遊於帝所，帝賜之鈞天廣樂，此其形留而神逝者乎。」蕭琛作《難神滅論》引「杜伯關弓」「伯有被介」故事駁之。
梁武帝蕭衍是一個信佛之人，作《敕答臣下神滅論》，命令他放棄觀點，不要論戰。組織僧俗六十多人發表文章對范縝進行圍攻，王琰則痛斥范縝：“嗚呼范子！曾不知其先祖神靈所在。”范縝回道：“嗚呼王子！知其先祖神靈所在，而不能殺身以從之。”眾人終究無法駁倒神滅論的論點。
范缜雖忤逆上意，但梁武帝並未為難他，而是让他位居国子博士之職，也未禁毀《神灭论》一文。他有文集十五卷。范缜有一子，名胥，字长才，继承父業为国子博士。

## 延伸阅读
[在维基数据编辑]
 在维基文库阅读此作者作品
 《梁書·卷48》，出自姚思廉《梁書》